# 童愛玲
童爱玲（1972年11月23日—），台湾籍香港女藝人。1993年出演电影《火蝴蝶》而加入娱乐圈，之后拍过多部电影和电视剧。

## 演出作品

### 电影
| 年份   | 劇名                                      | 角色   |
| 1993年 | 《火蝴蝶》                                |        |
| 1994年 | 《旺角的天空》                            |        |
| 1994年 | 《香蕉成熟时2之初恋情人》                 | 陳堅   |
| 1994年 | 《龙虎新风云》                            |        |
| 1995年 | 《流氓醫生》                              | 樂媚   |
| 1995年 | 《二月三十》                              |        |
| 1995年 | 《爱的种子》                              |        |
| 1995年 | 《抢闸妈咪》                              |        |
| 1995年 | 《冇面俾》                                |        |
| 1996年 | 《九月初九新娘潭》                        |        |
| 1996年 | 《燃情男追击》                            |        |
| 1997年 | 《兰桂坊七公主》                          |        |
| 1998年 | 《每天爱你8小时》                         | 亚芬   |
| 1999年 | 《阳光警察》                              | 苏慧玲 |
| 2000年 | 《辣妹天使》                              | 雅倫   |
| 2002年 | 《嫁个有钱人》                            |        |
| 2006年 | 《大丈夫2之你太有才乐》                   |        |
| 2007年 | 《七擒七縱七色狼》                        |        |
| 2010年 | 《大有前途》                              |        |
| 2011年 | 《血色天國》                              |        |
| 2013年 | 《李碧華鬼魅系列上篇迷離夜》-單元《放手》 | 何妻   |

### 电视剧
| 年份   | 劇名                     | 角色     | 备注     |
| 1994年 | 《唐太宗李世民》         | 长孙无垢 | 台湾电视 |
| 1998年 | 《将军阿福》             |          |          |
| 1999年 | 《南海十三郎》           | 利莉莉   | 亚洲电视 |
| 2000年 | 《边城落日》             | 关家燕   |          |
| 2004年 | 《杨门女将之女儿当自强》 | 柴文意   |          |
| 2008年 | 《背着你跳舞》           |          |          |
| 2008年 | 《走出你的爱》           |          |          |
|        | 《交换爱情的女人》       |          | 台湾超视 |
|        | 《濠江有情》             |          |          |
| 2014年 | 《同里有親》             |          | 香港電台 |
| 2022年 | 《季前賽》               | 丘麗儀   | ViuTV    |

### 电视综艺节目
- 開心番埋嚟
- 蔡瀾嘆世界
- 玉蘭油美的約會1996
- 美女厨房 (第一辑)
- 价啱畀你
- 香港十大自然胜景
- 超级无敌奖门人之再战江湖
- 味分高下
- 超级无敌奖门人

## 广告
香港
- SWATCH 专辑
- 和記傳訊“天地情缘”
- 卓悅纖體

台湾
- 《魅力游戏》光盘封面代言人
- 大买卖网页
- 花王黎诗洗发水

中国大陆
- “白丽” 丰采浴露形象代言人
- 雅倩保养品

日本
- 乌龙茶

## 主持作品
- 1995 無綫電視節目“點解日本咁好玩”主持
- 1994 无线电视节目 “開心番埋嚟”主持

## 出版作品
- 《媽媽是孩子最好的嚮導-童愛玲的親子筆記》，出版日期：2013年，出版社：明窗出版社，作者：童愛玲，ISBN 978-988-8207-62-6

## 外部連結
- 童愛玲的Facebook專頁
- 童愛玲的Instagram帳戶
- 童愛玲在香港影庫上的簡介